# Rolf Von Weissenfluh
Rolf Von Weissenfluh, né le 20 mars 1977,  est un skieur alpin suisse, membre du ski club d'Innertkirchen

## Coupe du Monde
- Meilleur classement final: 60e en 2001.
- Meilleur résultat: 8e.